# NGC 1093
NGC 1093 è una galassia a spirale barrata situata nella costellazione del Triangolo, a una distanza di circa 244 milioni di anni luce dalla nostra Via Lattea.

## Scoperta
La galassia è stata scoperta il 6 dicembre 1879 dall'astronomo francese Édouard Stephan.

## Descrizione
NGC 1093 ha una classe di luminosità I-II e presenta una larga riga a 21 cm dell'idrogeno neutro.
Nelle recenti immagini pubblicate dalla Sloan Digital Sky Survey (SDSS), è chiaramente visibile la presenza di una barra; questa presenza non è però ancora stata registrata da tutti i database che registrano gli oggetti celesti.

## Supernova
Il 24 luglio 2009, all'interno di NGC 1093 è stata scoperta la supernova SN 2009ie da I. Kleiser, S. B. Cenko, W. Li e A. V. Filippenko dell'Università della California - Berkeley nel corso del programma LOSS (Lick Observatory Supernova Search) dell'Osservatorio Lick. La supernova è stata classificata di tipo IIP.